# Sead Zilić
Sead Zilić (* 17. September 1982 in Prijepolje) ist ein ehemaliger bosnisch-herzegowinischer Fußballspieler.

## Spielerkarriere
In der Jugend spielte Sead Zilić zunächst für Partizan Belgrad, bevor er im Sommer 1998 zum AC Florenz wechselte. Nur zwei Jahre später wechselte er auf Empfehlung Giovanni Trapattonis zu Hertha BSC. Bei den Berlinern gab er als 18-Jähriger am 21. Spieltag der Saison 2000/01 bei der 1:3-Niederlage gegen den VfL Wolfsburg sein Bundesligadebüt. Jedoch konnte Zilić sich in Deutschland nicht durchsetzen, woraufhin er im Januar 2003 in seine Heimat zum FK Sarajevo wechselte.
Jedoch kam er auch dort nicht wie gewünscht zum Zuge, weshalb er nach einem halben Jahr zum NK Drava Ptuj nach Slowenien weiterzog. Nach nur drei Siegen in der Slovenska Nogometna Liga beendete man die Saison auf dem letzten Tabellenplatz. Da sich jedoch Esotech Šmartno, NK Dravograd und Rudar Velenje vom Spielbetrieb zurückzogen, hielt man dennoch die Klasse und konnte so die Saison 2004/05 auf einem überraschenden sechsten Platz beenden.
Nach der Saison wechselte der Bosnier zum polnischen Erstligisten Wisła Płock. Dort wurde Zilić umgehend Stammspieler und bestritt in der Liga 24 von 30 Partien, in denen ihm fünf Tore gelangen. Am Saisonende erreichte Płock den 12. Platz und konnte außerdem den polnischen Pokal gewinnen.
2006 kehrte Zilić zu NK Drava Ptuj zurück, wo ihm in drei Jahren 30 Treffer gelangen. Nach diesen drei Jahren wurde Zilić für ein halbes Jahr nach Israel zu Maccabi Petach Tikwa ausgeliehen. Im Januar 2010 kehrte er jedoch zu den Slowenen zurück und absolvierte zehn Partien in der Rückrunde.
Im Sommer 2010 verließ er Ptuj dann zum dritten Mal und heuerte beim griechischen Zweitligisten AO Trikala an. Nach einer kurzen Zeit in der slowenischen ersten Liga mit nur 8 Pflichtspieleinsätzen für den NK Domzale, aber dem Gewinn des nationalen Pokals, spielte er anschließend drei Klassen tiefer und von 2014 bis zum Karriereende vier Jahre später bei österreichischen Amateurclubs.

## Erfolge
- DFB-Ligapokal-Sieger: 2001, 2002
- Polnischer Pokalsieger: 2006
- Slowenischer Pokalsieger: 2011